# Marvin Clifford
Marvin Clifford (* 1983 in Berlin) ist ein deutscher Comiczeichner und -autor sowie Concept Artist und Illustrator für Computerspiele. 

## Leben und Werk

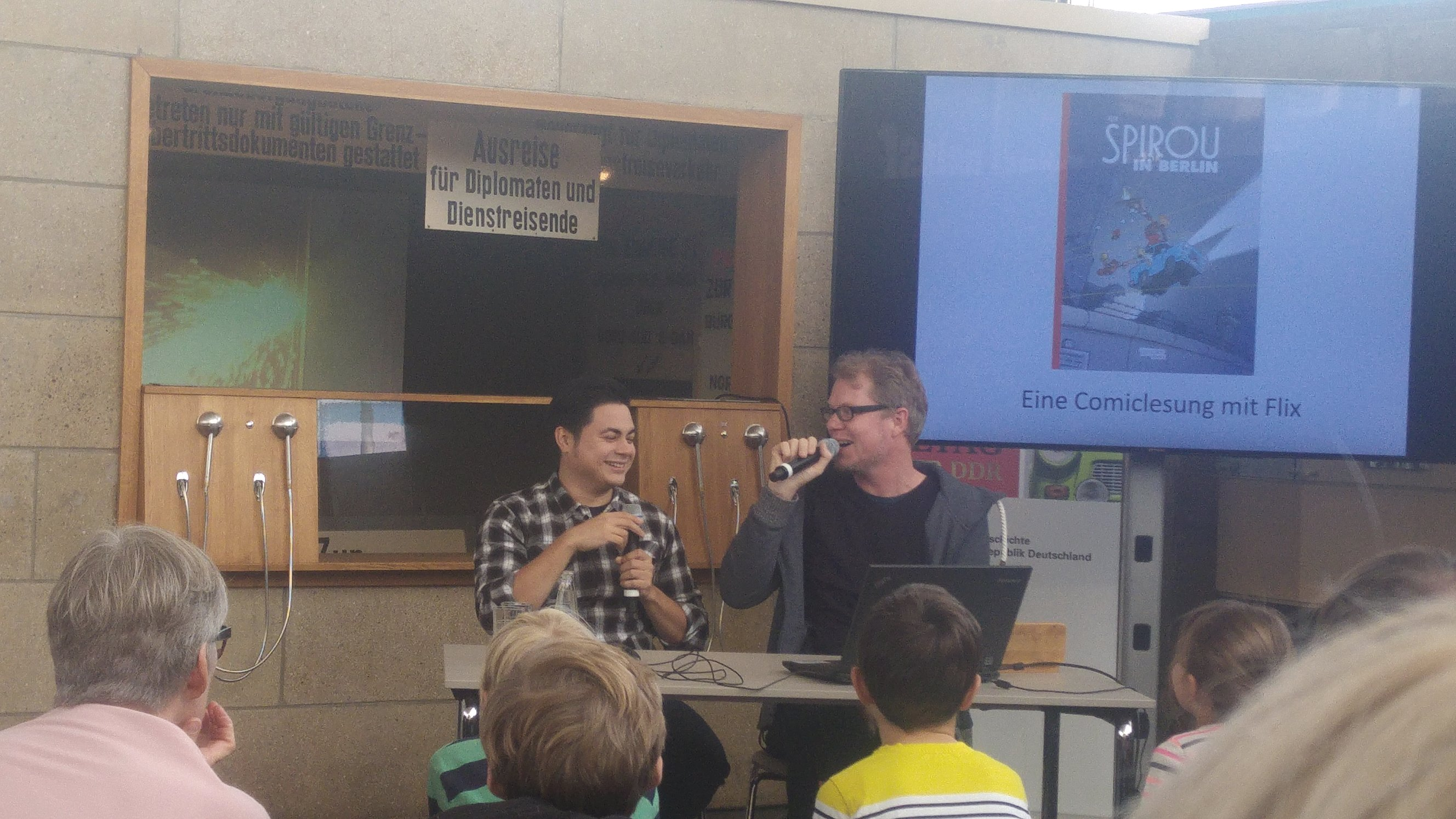
Clifford (links) und Flix bei einer Comiclesung in Berlin, Oktober 2018

Marvin Clifford studierte Grafikdesign an der BTK-Akademie für Kommunikationsdesign. Bekannt wurde Marvin Clifford mit der Gestaltung und Mitentwicklung der Webcomicserie Shakes & Fidget und dem gleichnamigen Browsergame. Außerdem war Clifford Dozent am Wannseeforum Berlin sowie der BTK-Akademie für Kommunikationsdesign für den Fachbereich Comic/Cartoon und Storyboard.
Seit 2005 war Clifford als fester Illustrator von Stephan Ehlers für dessen Herausgaben diverser Übungshefte über Jonglieren verpflichtet worden, von denen bisher rund zehn Ausgaben in mehreren Sprachen erschienen sind, zuletzt im Jahr 2020 JOKOKO – JOnglieren für bessere KOordination und KOgnition. In Eigenregie entwickelte er ab 2014 mit dem Webcomic Schisslaweng einen wöchentlichen, autobiografischen Einblick in seinen Alltag und bekam dafür 2014 auf dem Comic-Salon Erlangen den renommierten Max-und-Moritz-Preis in der Publikumskategorie. Im Sommer 2015 wurde Schisslaweng mit dem Goldenen Gartenzwerg des Comicgarten Leipzig als bester Comic 2015 ausgezeichnet. Seit Ende 2015 veröffentlichte Clifford für den Berliner Tagesspiegel den Comic Mittenmang, der monatlich in der Sonntagsausgabe erscheint, sowie den Fancomic Wood League Warriors im Auftrag von Riot Games, der sich rund um das Online-Spiel League of Legends dreht. Des Weiteren arbeitete Marvin Clifford am Charakterdesign des Adventures The Book of Unwritten Tales 2 mit.
Clifford betreibt seit Mitte der 2010er-Jahre eine Ateliergemeinschaft mit dem Comiczeichner Flix, der auch gelegentlich in seinen Comics auftritt, immer dargestellt als überlebensgroßer Mentor. Seitdem sind bisher mit Münchhausen (2016) und Spirou in Berlin (2018) zwei Gemeinschaftswerke entstanden.

## Auszeichnungen
- Deutscher Entwicklerpreis „Bestes deutsches Game“[5] für Shakes & Fidget – The Game, 2009
- Best Browsergame of the year – Best Role-Playing Game[6] für Shakes & Fidget – The Game, 2009
- Aufnahme in die BTK-Hall of Fame[1], 2012
- Max-und-Moritz-Publikumspreis für Schisslaweng, 2014
- Goldener Gartenzwerg des Comicgarten Leipzig für Schisslaweng, 2015
- RPC Fantasy Award, Gold, in der Kategorie Comic/Manga/Graphic Novel für Shakes & Fidget, 2016

## Werke
- Molps & Murphy. FQL Publishing, München, 2005, ISBN 978-3-940965-37-0.
- JAZZED UP: Artbook Ver. 1.01 Ein kleiner Einblick. FQL Publishing, München, 2010, ISBN 978-3-940965-33-2.
- Shakes & Fidget (Co. Autor: Oskar Pannier). Zauberfeder, Braunschweig, 2015, ISBN 978-3-938922-48-4.
- Schisslaweng Bd.1. Panini Books, Stuttgart, 2015, ISBN 978-3-8332-3011-0.
- Schisslaweng Bd.2. Panini Books. Stuttgart, 2015, ISBN 978-3-8332-3178-0.
- Berühmt für einen Tag – Molps & Murphy, Kwimbi, Berlin 2016
- Münchhausen (Autor: Flix, Zeichnungen: Bernd Kissel; Graustufen und Zeichnerische Unterstützung: Marvin Clifford) Carlsen Verlag, Hamburg 2016, ISBN 978-3-551-76303-7.
- Spirou in Berlin – Spirou & Fantasio Spezial (Text und Zeichnungen: Flix, Farben: Marvin Clifford) Carlsen Verlag, Hamburg 2018, ISBN 978-3-551-72115-0
- HORDE Band 1 - Queste vor dem Feste (Text: Liza Grimm, Zeichnungen + Farben: Marvin Clifford, mit Unterstützung von Mario Bühling) RIVA Verlag, München 2022, ISBN 978-3967751000

## Sonstiges
- seit 2021: Teilnahme an H.O.R.D.E. - Runden (PnP-Rollenspiel) live auf Twitch (mit: Gronkh, Pandorya, Phunk Royal, Liza Grimm, Sanifox)[7]